# Capella (Američki Djevičanski otoci)
Capella je nenaseljeni otok površine 93 hektara u Američkim Djevičanskim otocima. Nalazi se oko 4 km južno od otoka St. Thomas. Nalazi se u blizini otoka Buck, na kojem se nalazi Nacionalni rezervat divljih životinja Buck Island. Capella, Buck i pridruženi otočići ponekad se zajedno nazivaju otoci Capella.